# یواس‌اس دافیلو (دی‌یی-۴۲۳)
یواس‌اس دافیلو (دی‌یی-۴۲۳) (به انگلیسی: USS Dufilho (DE-423)) یک کشتی بود که طول آن ۳۰۶ فوت (۹۳ متر) بود. این کشتی در سال ۱۹۴۴ ساخته شد.